# دادستان (مجموعه تلویزیونی)
دادِستان یک مجموعه تلویزیونی به کارگردانی مسعود ده‌نمکی و تهیه‌کنندگی محمد خزاعی محصول سال ۱۳۹۹ است. که اولین قسمت از این مجموعه روز چهارشنبه ۲۲ بهمن ۱۳۹۹ از شبکه سه سیما پخش شد.

## خلاصه داستان
عماد فاتحی که دانشجوی دانشگاه است از بالای ساختمان دانشگاه سقوط می‌کند و هنوز معلوم نیست علت سقوطش خودکشی است یا دست‌هایی پنهان سعی در ساکت کردن او دارند. دانشجویی که با سماجت و پیگیری سعی در افشای فساد در مسئولان  از جمله نمایندگان مجلس را دارد ، و همچنین ظاهرا دستهایی پشت پرده نیز درارتکاب فساد وجوددارد . بر اساس خلاصهٔ منتشرشده، این مجموعه تلویزیونی، یک مجموعه تلویزیونی تخیلی بوده و مربوط به هیچ دولتی نیست.

## بازیگران
ترانه تیتراژ این مجموعه تلویزیونی را سینا آبگون خواننده رپ و همچنین بازیگر این مجموعه تلویزیونی و تیتراژ پایانی را مجید اخشابی خوانده‌اند. بازیگرانی چون محمد کاسبی، سید جواد هاشمی، هومن برق‌نورد، برزو ارجمند،ماهور عفیفی،علی سلیمانی، بهنوش بختیاری، سحر قریشی، علیرضا استادی، کاوه سماک‌باشی، اصغر نقی‌زاده، هلیا امامی، رضا توکلی، محمود مقامی، نگار فروزنده، نیما شاهرخ شاهی، مجید شهریاری، شیوا خسرومهر، فریبا ترکاشوند، فرج‌الله گل‌سفیدی، ابراهیم کوخایی، حمید متقی، مختار سائقی، مریم وانشانی، ملیکا شعبان، یاسمن ترابی، مجید قادری و صدر علی محمدی در این مجموعه ایفای نقش کرده‌اند.